# Serbowie od VII do IX wieku

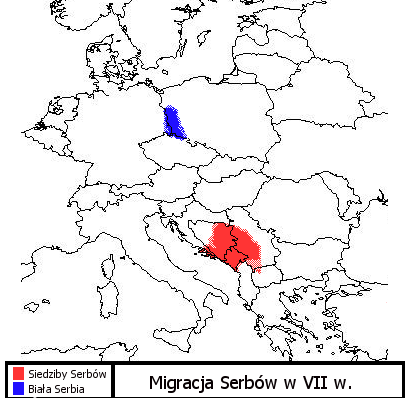
Migracja Serbów w VII wieku

Serbowie od VII do IX wieku – plemię słowiańskie pierwotnie zamieszkujące tereny położone w północnych Czechach, południowej i zachodniej Polsce, które w I połowie VII wieku przewędrowało w rejon zachodnich Bałkanów i utworzyło tam rozległy związek plemienny. W IX wieku związek rozpadł się na szereg państw plemiennych.

## Migracja na Bałkany
Na początku VII wieku Serbowie zamieszkiwali Białą, czyli Północną Serbię (biały-zachód) – był to teren położony w dzisiejszych północnych Czechach, lecz znacznie większa część tego obszaru leżała w Polsce, prawdopodobnie w obrębie obecnego Śląska i Wielkopolski. Stąd prowadzili ekspansję w kierunku Łużyc i Miśni, co dało początek ludowi Serbów łużyckich.
W 626 roku dyplomacji bizantyńskiej, w obliczu zagrożenia Konstantynopola wielkim najazdem awarsko-bułgarsko-słowiańsko-perskim, udało się sprowokować do wystąpienia przeciw Awarom Słowian z południowych Czech i północnej Panonii. Na czele ogólnosłowiańskiego powstania, które wybuchło po klęsce oblężenia Konstantynopola stanął kupiec frankijski Samon, który na okres 35 lat powołał do istnienia silne państwo słowiańskie. Samonowi udało się nakłonić Serbów pod wodzą „nieznanego księcia”, aby w czasie powstania antyawarskiego, wspólnie z mieszkającymi na wschód od nich Chorwatami, wyruszyli na południe i wsparli zamieszkujących wybrzeże dalmatyńskie Sklawinów dackich i panońskich, dążących do zrzucenia zwierzchnictwa awarskiego. Dywersja serbsko-chorwacka nie napotkała na wyraźny opór Awarów, którzy w tym czasie dodatkowo stanęli wobec konfliktu wewnętrznego. Po śmierci Samona około 660 roku i rozpadzie jego państwa Awarom udało się przezwyciężyć wewnętrzny kryzys państwa. Nie odzyskali już jednak wcześniejszej potęgi i nie byli w stanie poważnie zagrozić osiadłym na Bałkanach Serbom.

## Sytuacja w nowym kraju
Tereny zajęte przez Serbów zostały niewiele wcześniej odebrane Bizancjum przez połączone siły awarsko-sklawińskie. W 574 roku Awarowie zdobyli ziemie wokół Sirmium nad dolną Sawą i środkowym Dunajem, w 579 roku padło Sirmium, w 584 Viminacium, Augusta i Singidunum. W 602 roku po klęsce wyprawy cesarza Maurycjusza za Dunaj, wielkie rzesze Sklawinów i Antów przekroczyły Dunaj i pomiędzy 609 a 616 rokiem zasiedliły niemal cały półwysep Bałkański. Około 614 Awarowie wspólnie ze Sklawinami zdobyli główne miasto Dalmacji – Salonę. Jej mieszkańcy zbiegli na południe do dawnego pałacu Dioklecjana zakładając miasto Split. Inni zbiegowie założyli Ragusium. Najazdy przetrwały miasta położone na wyspach, a na wybrzeżu Zadar, Trogir, Acruvium i Epidamnos.

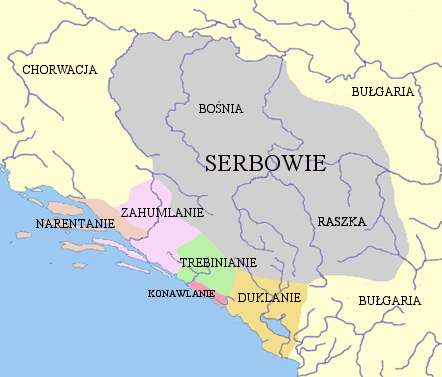
plemiona serbskie w VII-IX wieku

Po wędrówce ze swych wcześniejszych siedzib główna grupa Serbów osiedliła się pomiędzy górami Dynarskimi, Szarą Płaniną i Skopijską Czarną Górą a Sawą i Dunajem na północy. Ich terytorium nazwano Zagorjem w odróżnieniu od Primorja obejmującego strefę nadbrzeżną Górnej Dalmacji. W Primorju osiedliło się kilka pomniejszych plemion serbskich, mieszając się z osiadłymi tam już Sklawinami. Plemiona te na okres dwóch stuleci weszły w skład wielkiego serbskiego związku plemiennego, mającego zapewne charakter wojskowy. Od północy idąc byli to: Narentanie pomiędzy Cetiną i Neretwą, Zahumlanie w dolinie rzeki Neretwy, Trebinianie na zapleczu bizantyńskiego Ragusium, drobne plemię Konawlan i najbardziej na południe wysunięte plemię serbskie – Duklanie. Przynależność tych ostatnich do związku serbskiego nie jest pewna. W miarę przekształcania się organizmów plemiennych w państwa związek plemienny na przestrzeni VIII wieku rozpadał się. Ostatecznie w wyniku tego procesu powstały państwa:
- Duklan zwane Duklą, a później Zetą,
- Trebinian – Trawunia,
- Zahumlan – zwane Humem,
- a na północy najpotężniejsze z nich księstwo Serbii, które w XI wieku rozpadło się na Raszkę (obecnie Stara Serbia) na wschodzie i Bośnię na zachodzie oraz niewielkie terytorium na północy zwane Soli (obecnie Tuzli)[3].

## Władcy Serbów
- Derwan (Drvan); władca Białej Serbii (Bojka) ok. 632
- Nieznany książę (knez) zaprowadził Serbów na Bałkany podczas panowania cesarza Bizantyjskiego Herakliusza (626). Zmarł w 680.

## Społeczeństwo, gospodarka
Ówcześni Serbowie byli ludem żyjącym z hodowli i rolnictwa. Siali głównie proso. Zakładali osady rozrzucone z dala jedna od drugiej. Osady powstawały zazwyczaj w dolinie niewielkiej rzeki, w kotlinie górskiej lub na polanie leśnej. Kilka wspólnot tworzyło większe jednostki zwane żupami. Kilka lub kilkanaście żup tworzyło plemię. Osadę stanowiło wielkie gospodarstwa rolno-hodowlane skupione wokół rozległego dworu, w którym żyło kilka dużych rodzin spokrewnionych ze sobą we wspólnocie zwanej prawdopodobnie werw, a później opsztina. Werw opierała się na związkach krwi, jednocząc rodziny pochodzące od wspólnego przodka. Natomiast opsztina zwana także czasem przez Serbów opolem tworzona była przez wspólnoty terytorialne opartą bardziej na wspólnocie sąsiedzkiej niż wspólnocie pokrewieństwa. Ze względu na wypaleniskowy sposób prowadzenia gospodarki osady często po wyjałowieniu ziemi przemieszczały się w promieniu kilku lub nawet kilkunastu kilometrów.
W miarę rozwoju gospodarczego z wielkich wspólnot wyodrębniały się rodziny należące do arystokracji plemiennej. Dzięki pobieraniu danin mających początkowo charakter darów i wykorzystywaniu niewolnej czeladzi w pracach polowych utworzyły one z czasem wokół swych gródków zalążki wielkiej własności ziemskiej.
Zapoznanie się ze wczesno bizantyńską gospodarką rolną przyniosło przewrót agrarny – w ciągu VII wieku rozpowszechniło się rolnictwo sprzężajne. Ziemię zaczęto uprawiać systemem niwowym za pomocą radła zaopatrzonego w żelazne okucie tzw. radlicę, a następnie w żelazny krój przecinający korzenie. Wzrost wydajności rolnictwa pozwolił na zagęszczenie osadnictwa. Wysiewano więcej zbóż ozimych i jarych: pszenicę, żyto, owies; hodowano konie, bydło, świnie, owce, kozy, kury, gęsi i być może kaczki. Rozwinęło się ogrodnictwo i sadownictwo, uprawa grochu, bobu, soczewicy, rzepy, ogórków, marchwi, chmielu, maku, lnu i konopi, winnej latorośli i drzew owocowych. Rozwijało się też bartnictwo, rybołówstwo i myślistwo.

## Organizacja plemienna
Społeczeństwo żyło w ustroju demokracji wojennej. Ponad ogół wolnej ludności wybijali się członkowie najbogatszych rodów tworzący starszyznę plemienną – żupanów i władyków. Do warstwy wyższej należeli również wojownicy konni, trudniący się wojną zawodowo. Spośród tych grup arystokracji plemiennej wybierano na wiecach dowódców zwanych knędzami, a później kneziami oraz wojewodami, czelnikami i żupanami. Uzyskiwali oni czasem duże znaczenie potrafiąc utrzymać władzę i przekazać ją członkom swej rodziny. Najwyższa władza niezależnie od tego należała i tak do zgromadzenia wolnej ludności.
Sukcesy w opanowaniu i utrzymaniu rozległych terytoriów zawdzięczali wysoko rozwiniętej sztuce wojennej – walczyli pieszo uzbrojeni we włócznie, łuki i strzały mając tarcze za całe uzbrojenie obronne. Znali jedynie luźny szyk, który Bizantyńczykom wydawał się bezładny, byli jednak podzieleni na dziesiątki i setki. Część wojów walczyła konno. W czasie najazdów chętnie uciekali się do podstępów i zasadzek, a unikali bitew w otwartym polu. Początkowo zdobywali twierdze podstępem wywabiając załogę poza mury. Szybko jednak nauczyli się budować machiny oblężnicze. Po zdobyciu terytorium lub miasta mordowali mężczyzn, a dzieci i kobiety brali w niewolę. Pojmanych zabijali w wymyślny sposób – na palu, tłukąc pałkami lub paląc wraz z dobytkiem. Cenili bardzo zdobytą broń, wyroby ze złota i srebra, tkaniny i pieniądze, które ukrywali w ziemi. Wzięci do niewoli jeńcy tworzyli niewolną czeladź domową, zwaną otrokami lub otorczicami.

## Wierzenia
W okresie wędrówek ludów Serbowie czcili siły przyrody pod postaciami bogów nieba i atmosfery. Do głównych bóstw serbskich należeli: Perun – bóg gromu i wojny oraz Weles (Wołos) – bóg działalności pokojowej, pracy, dobytku i ogniska domowego. Po przybyciu na Bałkany ośrodkami kultu stały się wzgórza, zwłaszcza odosobnione. Do dzisiaj wiele wzgórz na wybrzeżu dalmatyńskim nosi nazwę Perun. Wielkim kultem otaczali również solarnego Dadźboga, syna Swaroga – boga ognia. Bogom swym stawiali kamienne posągi. Wierzyli w moc bóstw rodzinnych oraz sił przyrody – rzek, pól, lasów: wilkołaki, strzygi, wiły, samo dziwy, bregalnice. Istniały też u nich bóstwa rodowe i plemienne. Zwłoki zmarłych palono na stosie i chowano w urnach na cmentarzyskach. Otaczano kultem duchy przodków.